# Lee Yoo-mi
Lee Yoo-mi (kor. 이유미; ur. 18 lipca 1994) – południowokoreańska aktorka.

## Filmografia

### Filmy
- Hwang Hae (2010) - córka Kim Tae-won
- Chung Podo Satang (2010) - młody Seon Joo
- Motnani Songpyun (2012)
- Rusian Soseol (2013) - Yoo-mi
- Hwayi: Gwoemuleul Samkin Ayi (2013) - przyjaciel Yoo Kyung
- Baewooneun Baewooda (2013) - dziewczyna z reklamy
- Joryooingan (2015) - dziewczynka
- Peurangseu Yeonghwacheoreom (2016)
- Dangshin Geogi Iteojoorraeyo (2016) - Yeon-ah
- Simjangbagdongjojaggeug (2017) - Hye Eun
- Neoneun gyeolko seodulji malla (2018) - Hana
- Autdoeo Biginjeu (2018) - Ma-ri
- Sokdaksokdak (2018) - Byun Ji-Eun
- Park Hwa-Young (2018) - Se-jin
- Eoreundeuleun Molayo (2021) - Yoon Se-jin
- Moodu Geugote Idda (2020)
- Injil (2021) - Ban So-yeon

### Telewizja
- Future Boy (EBS 2010) – Seo Yoon-doo
- Shinui Kwijeu Shijeun 3 (OCN 2012) - młody Choi Jung-Mi
- Hanbando (TV Chosun 2012)
- Basketball (tvN 2013)
- Gwisinboneun hyeongsa, Cheo-yong 2 (OCN 2012) – Song Da-jung
- Yagyungkkoonilji (MBC 2014)
- 20segi Sonyeonsonyeo (MBC 2017) –  Mi Dal / Jo Min-hyun
- Boiseu 2 (OCN 2018) – Hwang Hee-joo
- Miseu Hammurabi (JTBC 2018) - stażysta prześladowany seksualnie
- Eulachacha Waikiki (JTBC 2018) - Ji-Young
- Ttaenppogeoljeu (KBS2 2018) – Kim Do-yeon
- Uisayohan (SBS 2019) – Na Kyung-ah
- Jinsimi Dadda (tvN 2019) - Seung-Hye
- Deurama Seuteiji - Moduga Geogi Issda (tvN 2020) - Lee Gyu-jin
- 365: Unmyung-eul Geoseureuneun 1nyeon (MBC 2020) - Kim Se-rin

### Seria internetowa
- Sosohan O Hu-ui Doshi (Naver TV 2018) - Shin Na-ra
- Jom yeminhaedo gwenchanha (Naver TV 2018) - Ye-ji
- Squid Game (Netflix 2021) – Ji-yeong (240)
- All of Us Are Dead (Netflix 2022) - Lee Na-yeon